# Семеновка (Мелеузівський район)
Семе́новка (рос. Семёновка, башк. Семёновка) — присілок у складі Мелеузівського району Башкортостану, Росія. Входить до складу Зірганської сільської ради.
Населення — 2 особи (2010; 1 в 2002).
Національний склад:
- башкири — 100%